# Rosoy (Yonne)
Rosoy is een gemeente in het Franse departement Yonne (regio Bourgogne-Franche-Comté) en telt 1.050 inwoners (2008). De plaats maakt deel uit van het arrondissement Sens.

## Geschiedenis
In 1973 werd de gemeente opgenomen in de gemeente Sens.
Op 12 februari 2008 werd Rosoy opnieuw een zelfstandige gemeente.

## Geografie
De oppervlakte van Passy bedraagt 5,9 km², de bevolkingsdichtheid is 177 inwoners per km².

## Demografie
Onderstaande figuur toont het verloop van het inwonertal (bron: INSEE-tellingen).
1. ↑  Populations de référence 2022.